# Довгопол Віталій Іванович
Довгопол Віталій Іванович (25 грудня 1911 с. Лемешівка, Городнянський повіт, Чернігівська губернія — 11 серпня 1999, м. Єкатеринбург, Російська Федерація) — вчений-металург, радянський партійно-державний діяч. Лауреат Сталінської премії і Державної премії СРСР. Доктор економічних наук (1971), професор (1976). Заслужений металург РРФСР (1978). Почесний громадянин міста Нижній Тагіл (1981).

## Життєпис
Віталій Іванович Довгопол народився 25 грудня 1911 року в селянської родини. Закінчив профтехшколу (1930). З вересня 1928 працював учителем лікнепу і вчителем початкової школи в селах Корюківського району України. З вересня 1931 — студент інженерно-економічного факультету Уральського індустріального інституту. З серпня 1935 року — керівник групи чорної металургії Свердловського облплану. З жовтня 1936 року — на Уральському вагонобудівному заводі (м. Нижній Тагіл) — заступник начальника копрового цеху, з жовтня 1937 року — начальник формувального відділення цеху чавунних вагонних коліс, з квітня 1939 року — начальник відділу підсобних підприємств ливарних цехів. З травня 1941 року — завідувач відділу чорної металургії Нижнєтагільського міськкому ВКП (б). З липня 1941 року в РККА на Далекосхідному фронті — начальник інженерного відділу військово-технічного складу, з вересня 1945 року — начальник відділу трофейної 25-ї армії. З червня 1947 року — заступник секретаря Нижнєтагільського міськкому ВКП (б) з промисловості. З січня 1948 року працював на Уральському вагонобудівному заводі заступником головного металурга, з липня 1948 року — начальник цеху чавунних вагонних коліс, з лютого 1950 року — секретар парткому й одночасно з березня 1950 року — парторг ЦК ВКП (б) КПРС на заводі.
Одночасно в 1950 році закінчив металургійний факультет Уральського політехнічного інституту. З листопада 1954 працював завідувачем відділу обкому промисловості Свердловського КПРС. У грудні 1955 року затверджений першим секретарем Нижнєтагільського міськкому КПРС. З квітня 1962 року — другий секретар Свердловського обкому КПРС. У 1965 році захистив дисертацію на здобуття наукового ступеня кандидата економічних наук і на його прохання був звільнений від керівної партроботи.
З березня 1966 по січень 1984 року працював директором Уральського НДІ чорних металів. У 1969 році був затверджений старшим науковим співробітником інституту, в 1971 році захистив дисертацію на здобуття наукового ступеня доктора економічних наук. З листопада 1983 року — персональний пенсіонер союзного значення.
Автор близько 170 наукових робіт, в тому числі восьми монографій в області технології, економіки та історії металургійного виробництва. Автор понад 100 винаходів.
У 1970— 1987 роках — голова Свердловського обласного правління науково-технічного товариства чорної металургії. У 1970—1985 роках — голова Свердловської обласної ради науково-технічних товариств. У 1976—1986 роках — голова секції історії металургії радянського національного об'єднання істориків природознавства і техніки при Академії наук СРСР. З 1984 року — почесний член Всесоюзного науково-технічного товариства чорної металургії.
Член ВКП(б) з 1939 року. Делегат XIX—XXIII з'їздів ВКП(б), КПРС.
Депутат Верховної Ради СРСР V—VI скликань. Член комітету парламентської групи Верховної Ради СРСР І-го скликання.

## Нагороди
- "Орден Леніна (1958)"
- "Орден Жовтневої революції (1981)"
- "Два ордени Вітчизняної війни II ступеня (1945, 1985)"
- "Орден «Знак Пошани» (1966)"
- "Медалі СРСР, РФ, КНДР"
- "Медалі ВДНГ СРСР"
- "Лауреат Сталінської премії (1950)"
- "Лауреат Державної премії СРСР (1979)"
- "Лауреат Всесоюзної премії імені академіка І. П. Бардіна (1982)"